# Aurélie Abadie
Pour les articles homonymes, voir Abadie.
Aurélie Abadie-Chavansot est une gardienne internationale de rink hockey née le 20 février 1982.

## Biographie
En 1999, elle participe au championnat d'Europe. 

## Palmarès
- 8e championnat d'Europe (1999)